# Guerra del Rif
La guerra del Rif, también llamada la segunda guerra de Marruecos, fue un enfrentamiento originado por la sublevación de las tribus del Rif, una región montañosa al norte del actual Marruecos, contra las autoridades coloniales españolas y el Imperio colonial francés, concretada en los Tratados de Tetuán (1860), Madrid (1880) y Algeciras (1906), completado este con el de Fez (1912), que delimitaron los protectorados español y francés, cuya vida administrativa y geográfica se inició en 1907, conflicto en que participaron también tropas francesas, pese a haber afectado principalmente a las tropas españolas.
En 1909 se produjo una agresión de las tribus rifeñas a los trabajadores españoles de las minas de hierro del Rif, cercanas a Melilla, que dio lugar a la intervención del Ejército español. Por otra parte, las operaciones militares en Yebala, al este de Tánger, ya habían empezado en 1911 con el desembarco de Larache, lo que supuso la pacificación de gran parte de las zonas más violentas hasta 1914, intervalo de tiempo de lento progreso o estabilización de líneas que se prolongó hasta 1919 por causa de la Primera Guerra Mundial. Al año siguiente, tras el Tratado de Fez de 1912, los extremos norte y sur del actual Marruecos fueron adjudicadas a España como protectorado, mientras que la zona central fue adjudicada a Francia también como protectorado. El comienzo del mismo lo fue también de la resistencia de las poblaciones rifeñas contra los españoles, desencadenando un conflicto que se alargaría durante años. 
En 1921, las tropas españolas sufrieron un grave desastre en Annual, amén de una rebelión acaudillada por el líder rifeño Abd el-Krim. Los españoles se retiraron a unas cuantas posiciones fortificadas mientras El-Krim llegó a crear un Estado independiente que llegó a funcionar como tal, más allá de los papeles: la República del Rif. El desarrollo del enfrentamiento y su fin coincidieron con la dictadura del general Primo de Rivera en España, que se ocupó de la campaña de 1924 a 1927. Además, tras la batalla de Uarga (1925), los franceses intervinieron de lleno en el conflicto y establecieron una colaboración con España que culminó con un desembarco en Alhucemas. Hacia 1926 la zona había sido pacificada, rindiéndose Abd-el-Krim en julio de 1927 y obteniéndose la reconquista del territorio anteriormente perdido.
Esta guerra dejó profundo recuerdo tanto en España como en Marruecos. Tras la independencia marroquí en 1956, tuvo lugar una revuelta rifeña contra el sultán Mohamed V de Marruecos, secuela del anterior conflicto armado.

## Antecedentes: la colonización de Marruecos

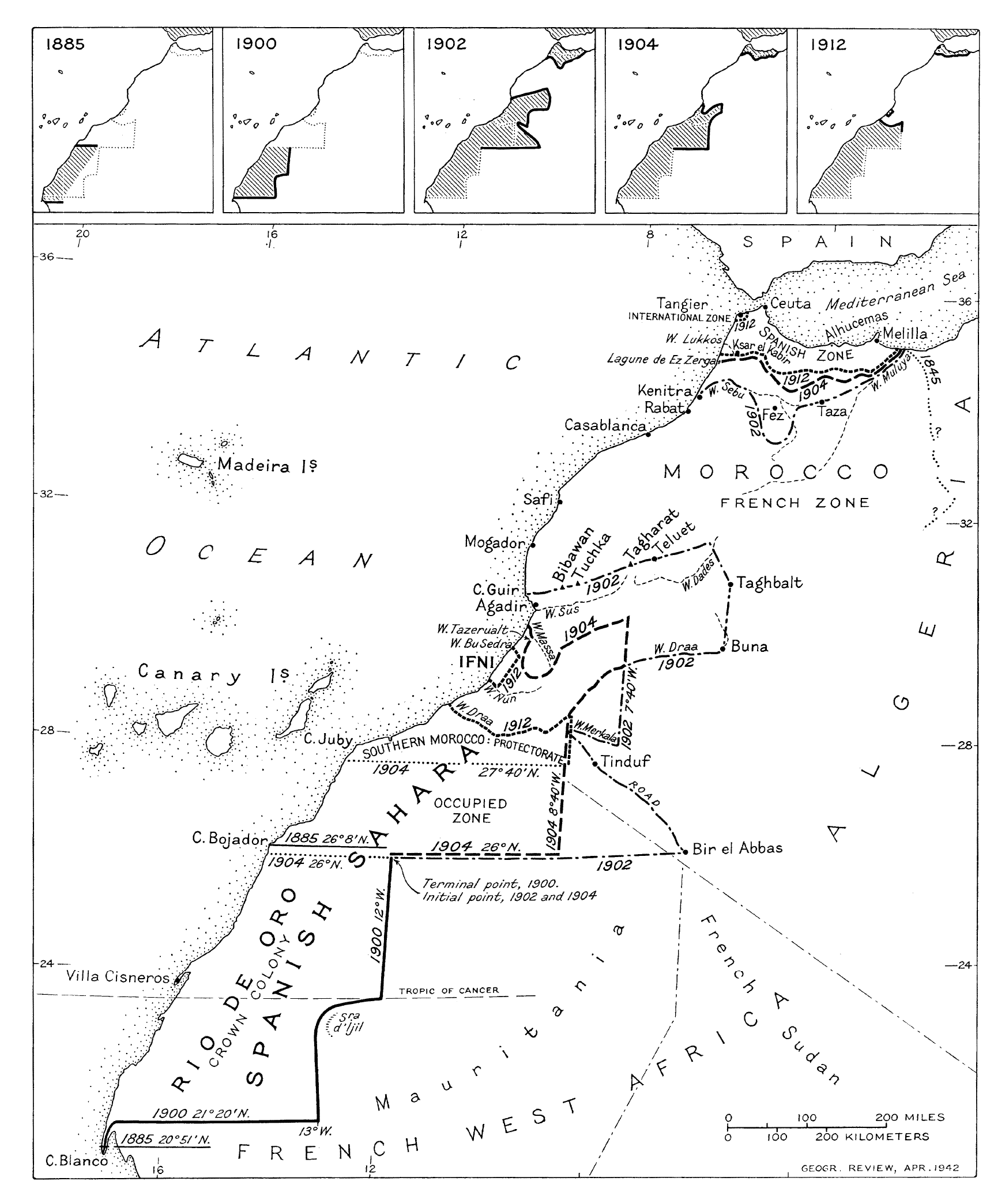
Mapa en inglés que muestra la evolución territorial española en Marruecos y el Sáhara Occidental entre 1885 y 1912.

El noroeste del Magreb, donde ejercía su influencia el sultán de Marruecos estaba sumido a principios del siglo XX en el desorden y la violencia. Según el embajador británico en España a la sazón, Arthur Nicholson, la existencia de un país, un estado y un sultán marroquí con un poder más allá de Tánger, era una ficción, pues lo único que allí había era un conjunto de tribus y cábilas independientes y belicosas. En 1904, el poder del sultán de Marruecos estaba limitado por las potencias que velaban por los intereses de sus nacionales en la zona. Así, ante cualquier delito, los residentes extranjeros sólo podían ser juzgados por los tribunales de su país de origen, y de acuerdo a su propia legislación. Estaban exentos generalmente del pago de impuestos, y sus empleados indígenas tenían el estatus de "protegidos", acogidos al mismo estatus jurídico que sus empleadores. Cuando el sultán dictaba cualquier medida que afectase a los residentes extranjeros, debía contar con el acuerdo de los consulados de las naciones interesadas. Por otra parte, la autoridad del sultán Abdelasis se veía socavada por la acción de jerifes como El Roghi en el oriente rifeño o el Raisuni —el caudillo de las montañas—, y disputada por su propio hermano Abdel Hafid, quien terminaría por derrocar a su hermano. 
Esta circunstancia fue aprovechada por los imperios coloniales para extender allí su influencia usándola como baza en el equilibrio de poder, lo que desembocó en la Primera Crisis Marroquí (1905-1906) y en el aumento de las tensiones que terminarían con el estallido de la Primera Guerra Mundial.
La crisis fue momentáneamente resuelta en la Conferencia de Algeciras de 1906, por la que Alemania evita que el Magreb caiga bajo la única influencia de Francia, y se alcanza un compromiso para ejercer un protectorado en Marruecos con dos áreas de influencia, española y francesa.
La intervención militar francesa como respuesta a las revueltas contra el sultán, forzaba al gobierno español a apresurarse en tomar posiciones en las plazas del Protectorado donde España debía ejercer su influencia y empezar a desarrollar la industria minera y comercio de acuerdo con los pactos franco españoles de 1904 y 1905 y las condiciones del Acta de Algeciras. En la zona de influencia española acordada ya había asentamientos con presencia española, y en la misma de Larache había un tabor de policía indígena al mando del capitán Ovilo y Castelo. España y Francia estaban encomendadas para mejorar la administración del sultanato, para lo que disponían de una policía, pero no podían intervenir militarmente.
En 1911 Marruecos estaba en completa anarquía. El aumento de motines y desórdenes en 1911 desembocó en una violenta revuelta en Fez, que provocó la ocupación militar de la plaza por el ejército francés, ya que de acuerdo con lo previsto en la citada Conferencia de Algeciras de 1906, el sultán de Marruecos Abd al-Hafid pidió ayuda a Francia. Las tropas francesas ocuparon la entonces capital de Marruecos, Fez, desde donde empezó a extenderse hasta la zona de influencia española, lo que contravenía lo acordado en el Acta de Algeciras.
La acción gala en Túnez despertó la indignación de la opinión pública española, que veía en ella una flagrante agresión a los acuerdos de Algeciras, que tan sólo preveían la presencia de 2500 policías indígenas al mando de 20 oficiales españoles y franceses en los ocho puertos abiertos al libre comercio; se sospechaba que Francia quería repetir lo hecho en 1864 para apropiarse de Túnez. Canalejas advirtió que si Francia mantenía la ocupación, España haría lo mismo en las plazas estratégicas de su influencia, zona así mismo muy castigada por la violencia de alguna cábila. Según asegura el conde de Romanones, hubo agentes de la máxima autoridad que le manifestaron estar convencidos de que si la respuesta española se hubiese demorado sólo unas horas, esas plazas hubieran acabado en manos francesas.
España respondió con el desembarco de Larache y ocupó Alcazarquivir. Alemania envió un cañonero a Agadir, lo que daría lugar a la crisis de Agadir o Segunda Crisis Marroquí. Finalmente hubo un acuerdo franco-alemán ese mismo año por el que el Imperio Alemán renunciaba a Marruecos y aceptaba el Protectorado francés a cambio de una cesión de territorios en el África Ecuatorial Francesa.
Mediante un Tratado Hispano-Francés firmado el 27 de noviembre de 1912 se establece el protectorado español en Marruecos. Se trata en realidad de una especie de "subprotectorado", una cesión a España por parte de Francia de la administración colonial de un 5 % del territorio marroquí, unos 20 000 km² que incluyen una franja del norte del país (la región montañosa del Rif) y otra al sur limitando con la colonia española del Sáhara (Cabo Juby). El sultanato de Marruecos en su conjunto quedó ese mismo año bajo dominación francesa merced al Tratado de Fez, culminándose así varios años de paulatina penetración colonial en el país magrebí.
Tanto en la parte española como en la francesa, la colonización implica que todo el poder político, económico y militar se encuentran en manos de las autoridades de la potencia protectora y de un número creciente de colonos europeos que intervienen activamente en la política colonial; al mismo tiempo, dado que se trata oficialmente de un protectorado, se mantienen formalmente algunas estructuras de poder preexistentes, que en la práctica no tienen competencia alguna más que cierta capacidad de intervención parcial en asuntos religiosos. De este modo, el sultán se mantiene simbólicamente como máxima autoridad marroquí (firma las leyes del protectorado) y es representado en la zona española por un vicario o jalifa.

## Desarrollo de las operaciones

### Primeros combates

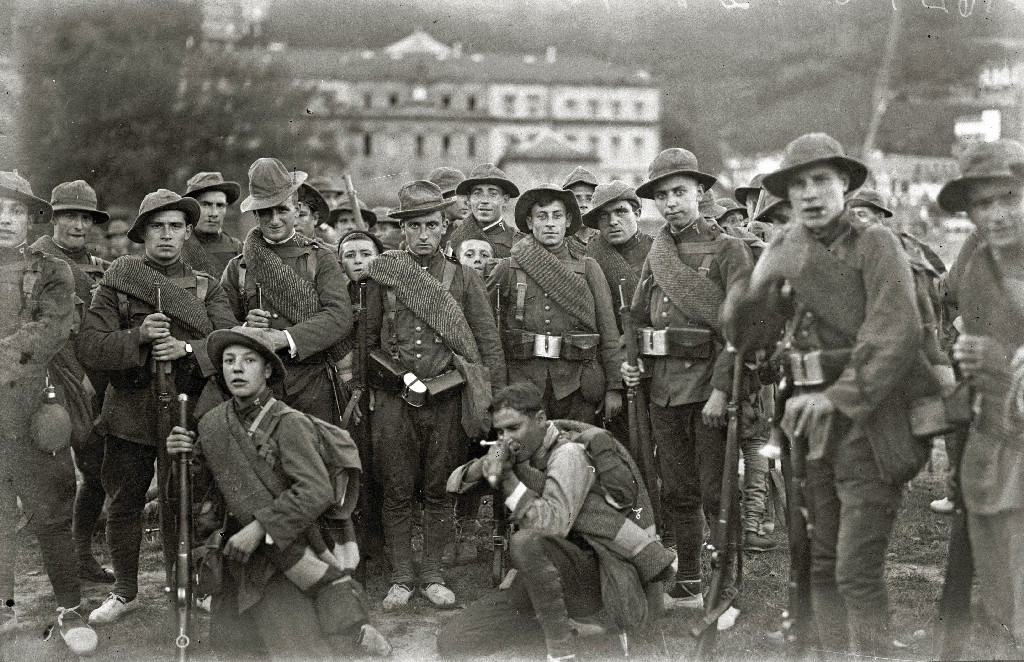
Concentración de tropas en la playa de Ondarreta con destino a la guerra del Rif, 1921.

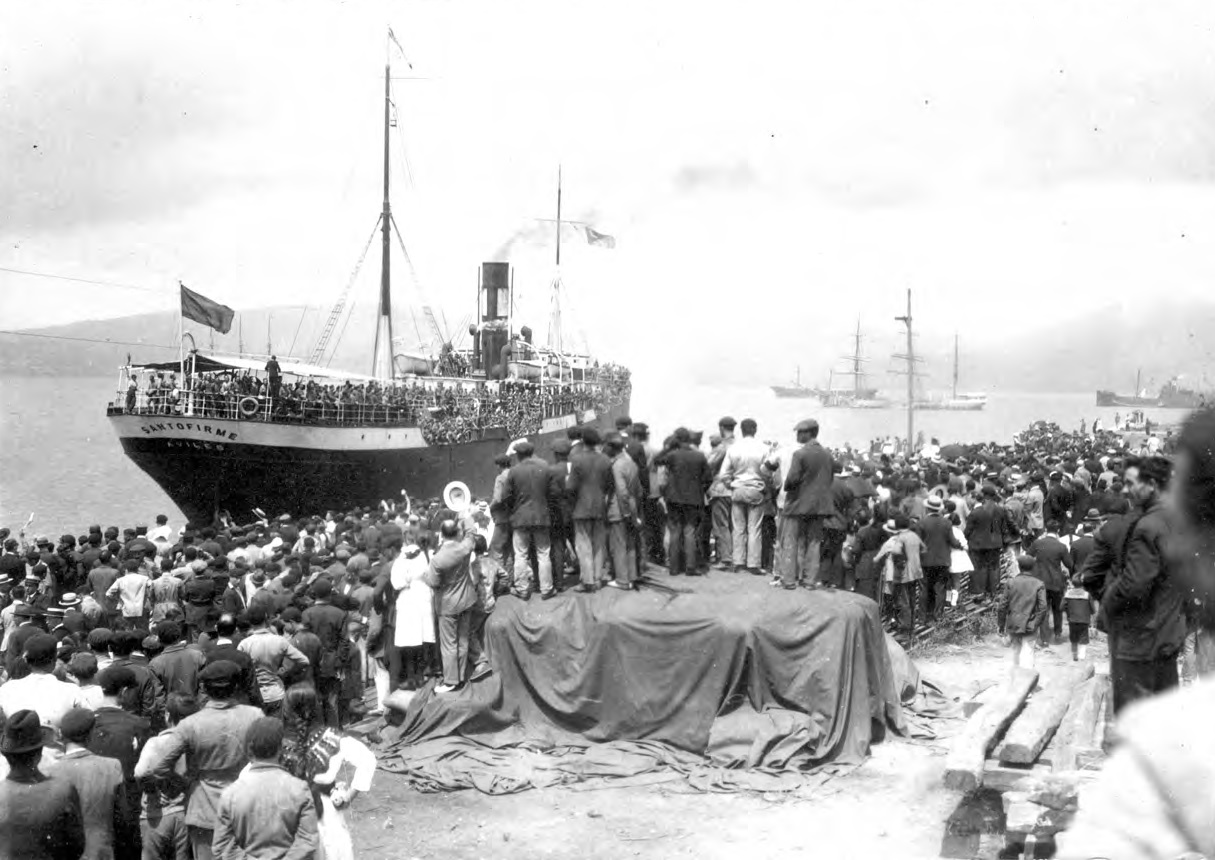
Embarque de tropas para África en el puerto de Vigo, 1921

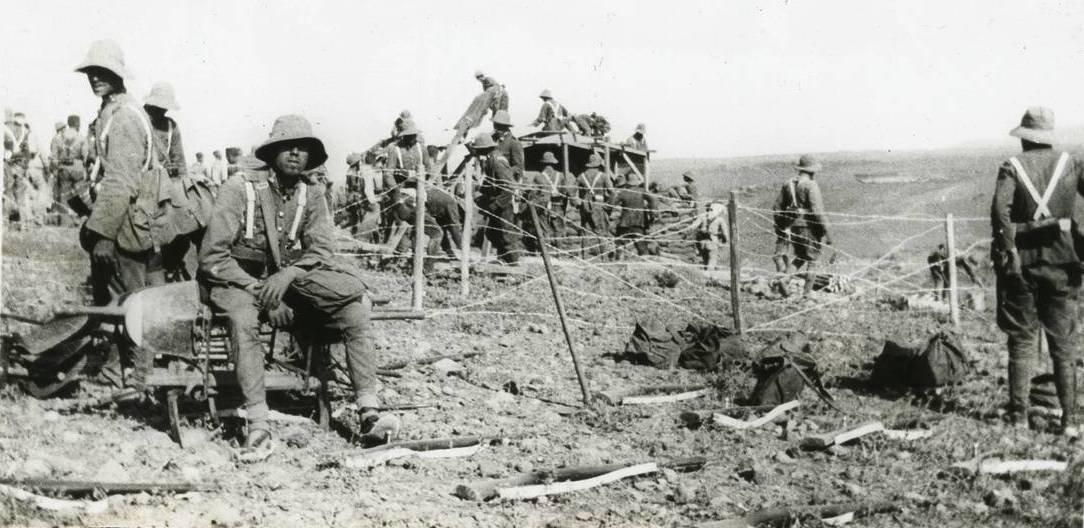
Militares españoles en un blocao, 1921.

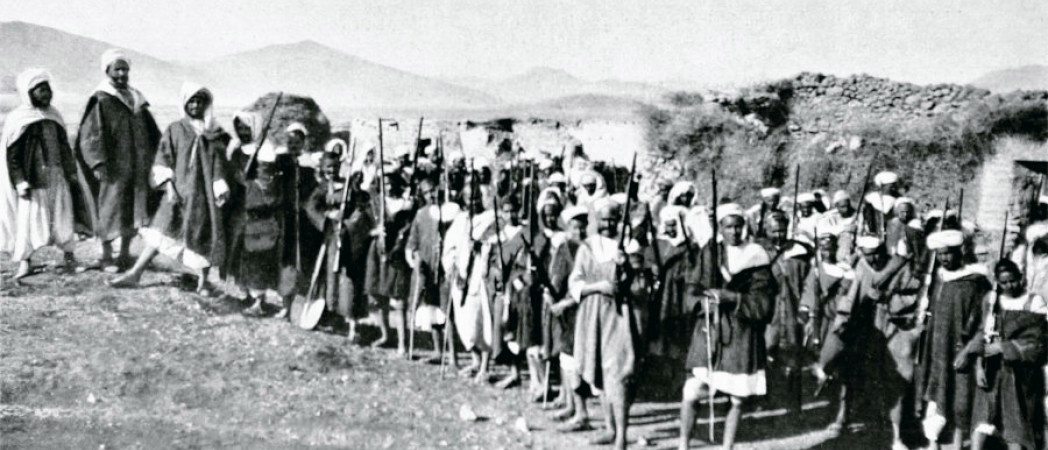
Combatientes rifeños en 1922.

Miguel de Unamuno escribió en agosto de 1909 un polémico poema, "Salutación a los rifeños".
Las tropas españolas, en el proceso de colonización de la zona norte del país, encuentran varios focos de resistencia. Ya unos meses antes de la firma del tratado del protectorado había sido sofocada en el Rif, cerca de Melilla, con la campaña del Kert una rebelión encabezada por un jefe conocido como El Mizzian. Cuando la colonización empieza a hacerse efectiva, surgirá un nuevo foco rebelde, esta vez en Yebala (región desde la fachada atlántica hasta las estribaciones del Rif y en la que se encuentra Tetuán, la capital del protectorado), capitaneado por Ahmed al-Raisuni, señor de Arcila y la costa atlántica. Las relaciones entre los españoles y el Raisuni cambiarán varias veces según el criterio del comisario general español. Tras la llegada en 1915 del general Francisco Gómez Jordana a la comisaría general de Marruecos, que negoció acuerdos con el caudillo rifeño, junto con el desarrollo de la Primera Guerra Mundial, que dificultó la llegada de refuerzos y armamento, la actividad militar se redujo a pequeñas escaramuzas como la Toma de El Biutz. A finales de 1918, coincidiendo con el fin de la guerra mundial, muere el general Jordana, y es remplazado por el general Dámaso Berenguer, que decide romper relaciones con el Raisuni y seguir la lucha contra el, infligiéndole una dura derrota en la batalla del Fondak, en las cercanías de Tetuan, obligando al Raisuni a huir al sur y seguir la lucha en condiciones más desventajosas.
Por Real Decreto del 30 de enero de 1920 se nombra al general de división Manuel Fernández Silvestre para el mando de la Comandancia General de Melilla, cesando en la de Ceuta en la que desempeñaba igual cometido. Silvestre estaba obsesionado por la conquista de la Bahía de Alhucemas.
El 14 de octubre de 1920, Alberto Castro Girona logra el dominio casi pacífico de Chauen, ciudad sagrada muy próxima a la frontera con el protectorado francés. Al disponer de escasas tropas para asegurar el dominio de la zona y también de las líneas de abastecimiento, se construyen cerca de cuatrocientos pequeños fuertes o blocaos que cubren el camino a Tetuán, por el valle alto del río Martín y hacia el mar por el valle del Lau. En un territorio de carácter montañoso, tales fortines españoles se situaban en puntos elevados, dominando por el día amplias zonas, pero al estar desprovistos de agua, debían abastecerse mediante recuas de mulas, en algunos casos diariamente, con el consiguiente riesgo de emboscada. Con esta acción al-Raisuni tiene que atrincherarse en sus nidos de Yebala. Según afirma el historiador Ricardo de la Cierva:

«...El esfuerzo militar y económico que realiza España resulta extraordinario, los efectivos totales de las Fuerzas Armadas alcanzan 250 000 hombres; el presupuesto militar casi supone la mitad del total con 581 millones de pesetas que en gran parte van a nutrir la desproporcionada nómina del cuerpo de oficiales generales y particulares...».

A la muerte de Eduardo Dato, el monarca español Alfonso XIII encomienda el gobierno a una coalición conservadora presidida por Manuel Allendesalazar. El mismo día de la jura, el 12 de marzo de 1921, el general Fernández Silvestre completa un nuevo avance en línea, ocupando la playa de Sidi Dris, situada en la desembocadura del Uad Kebir, hoy conocido como río Amekran. Esta operación anfibia tuvo como antecedente el desembarco de Afrau realizado el 12 de enero de 1921. Los secos afluentes de las cuencas del Kebir y del Kert marcan en dirección a la bahía de Alhucemas una serie de barrancos que Fernández Silvestre rebasa imprudentemente, adentrándose en la cabila de Tensamán y ocupando el aduar de Annual, donde establece el campamento.
|                                                       |
| El Coronel Dámaso Berenguer con los Regulares en 1913 |

|                                                                   |
| Artillería española en septiembre de 1913 en el Bosque de la Gaba |

| |
| Un aeroplano Lohner Pfeilflieger del Ejército español volviendo a su base en la zona de Tetuán en 1913 |

|                                                                                    |
| Militares españoles posando en la cabila de Ymurruten que habían tomado al enemigo |

|                                                                 |
| Convoy de militares españoles durante la guerra del Rif en 1913 |

|                                                                            |
| Legionarios en el apeadero de Dar Riffien de la línea Ceuta-Tetuán en 1920 |

|                                                                               |
| Tropas de la Legión Española sosteniendo cabezas de rifeños decapitados, 1922 |

### La Campaña de Annual

Mapa de 1920 de la "zona española en Marruecos", con imágenes de González Tablas, Berenguer y Silvestre. El mapa corresponde a la parte norte del Protectorado español de Marruecos, puesto que no incluye Cabo Juby.

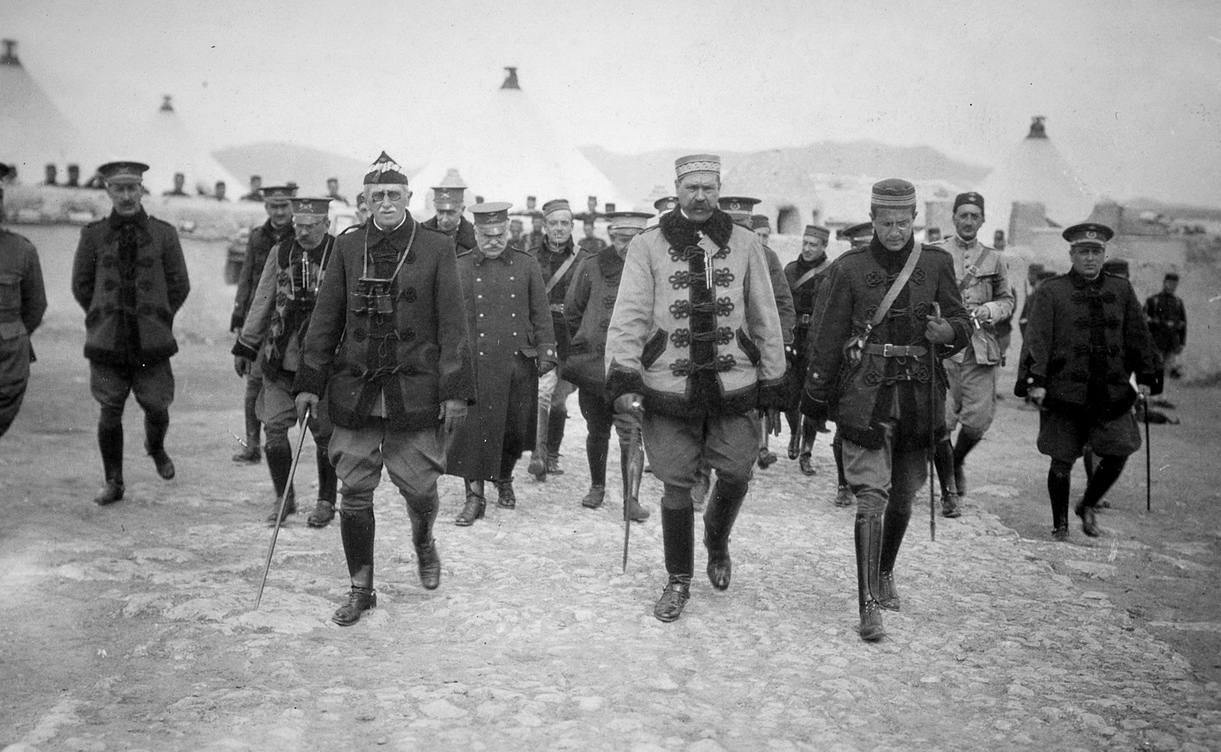
El general Manuel Fernández Silvestre junto con otros oficiales del Ejército Español en las proximidades de Melilla en febrero de 1921.

Apenas liquidada mediante negociaciones la rebelión de Raisuni, negociación que llevó a buen puerto el general José Villalba Riquelme, se levantan contra las tropas coloniales las tribus del Rif central, al frente de las cuales está la tribu de los Beni Urriaguel o Ait Waryaghar y la tribu de los Beni Touzine o Ait Tuzin. La cabeza visible de esta, y por tanto de la rebelión, es Mohammed Abd al-Karim al-Jattabi, conocido en la historiografía española como Abd el-Krim, miembro del clan de los Aít Yusef U Ali, cadí (juez islámico) de Melilla y antiguo colaborador del diario El Telegrama del Rif.

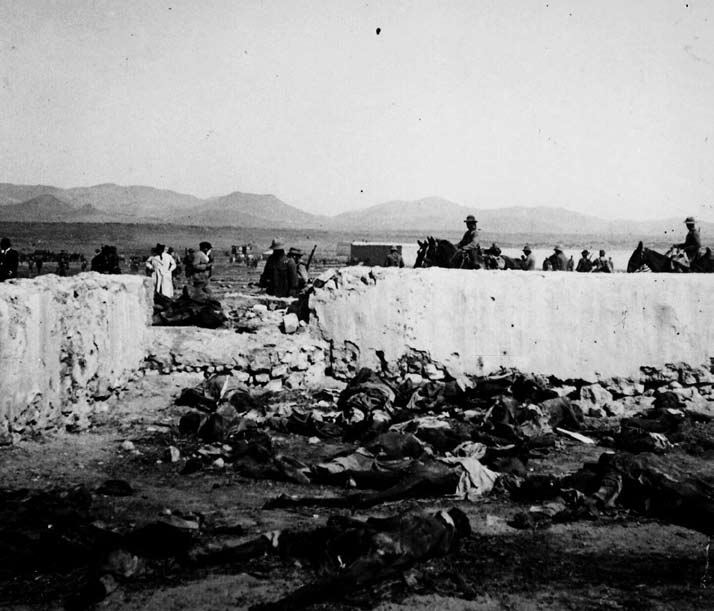
Cadáveres insepultos encontrados en Monte Arruit.

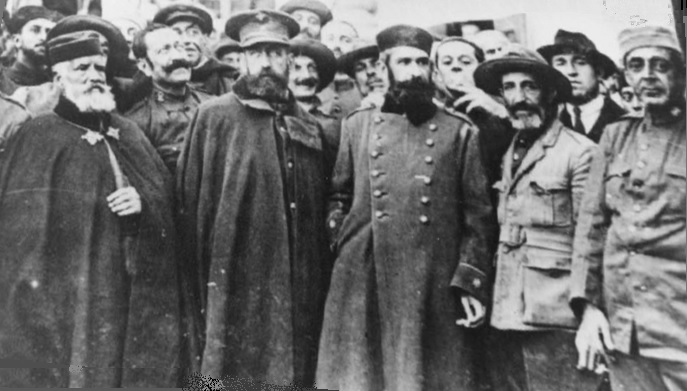
Oficiales españoles hechos prisioneros tras el Desastre de Annual: de izquierda a derecha, coronel Araujo, general Felipe Navarro, teniente coronel Manuel López Gómez, teniente coronel Eduardo Pérez Ortiz y comandante de caballería José Gómez Zaragoza, embarcados de vuelta a Melilla tras poner fin a su cautiverio.

El 1 de junio de 1921 Silvestre, desde el campamento de Annual, ordena ocupar la posición de Monte Abarrán, corazón de la cabila de Tensanamí, última barrera sobre Alhucemas desde donde se domina el territorio costero de la cabila de Beni Urriaguel. La ocupación de esta estratégica posición dura pocas horas al desertar las unidades de la policía indígena que arrebatan al destacamento peninsular la batería allí emplazada:

«...El revés, a pesar de su entidad escasa y de su localización, sacude a toda la línea española como una descarga y hunde la moral de Silvestre, que se acusa obsesivamente de ser el primer general español que pierde cañones en África...»

A los pocos días se establece una nueva posición en el monte Igueriben, con la idea de defender el campamento de Annual por el lado sur. Esta posición es asediada y cae en poder del ejército rifeño el 21 de julio, salvándose solo once de los trescientos cincuenta soldados de la guarnición. Tras estos sucesos, los rifeños se dirigen a Annual, que es puesto bajo asedio. A primeras horas de la mañana del 22 de julio se da la orden de retirada española, que se produce a la carrera y en completo desorden. Perseguidos por los combatientes rifeños, los trece mil soldados de Annual son masacrados por los tres mil rifeños que les persiguen en el camino hacia Melilla. En esta masacre desaparece (su cadáver no fue encontrado) el general Manuel Fernández Silvestre. Toma el mando el general Felipe Navarro este organiza la retirada, en la cual destacan acciones heroicas como la del Regimiento Alcantara encabezada por el teniente coronel Primo de Rivera con sus gloriosas cargas sobre el enemigo o la del capitán Arenas al defender la retaguardia y más tarde dar su vida heroicamente para defender la artillería a escasos metros del campamento de Monte Arruit. Muchos supervivientes se refugian en este cuartel, en Monte Arruit resisten dos semanas cercados por el enemigo sin apenas provisiones, agua ni ayuda, dada la desorganización y la precariedad de la retaguardia. Finalmente las tropas españolas se rinden, pero los asediadores no observan las condiciones de la rendición y tiene lugar una nueva masacre, en la que sólo se salvan del asesinato un reducido grupo de jefes y oficiales por los que se pediría (y obtendría) cuantioso rescate económico.
Entretanto, Melilla queda peligrosamente a merced de los rebeldes y debe ser protegida por gran cantidad de refuerzos llegados de la península. El llamado Desastre de Annual, a propósito del cual el diputado Indalecio Prieto dijo que estamos en el periodo más agudo de la decadencia española. La campaña de África es el fracaso total, absoluto, sin atenuantes, del ejército español. Es para los rifeños la victoria de Annual, que da lugar al inicio de una independencia de facto que se plasma bajo la forma de una república: la República del Rif.

### Reacción española

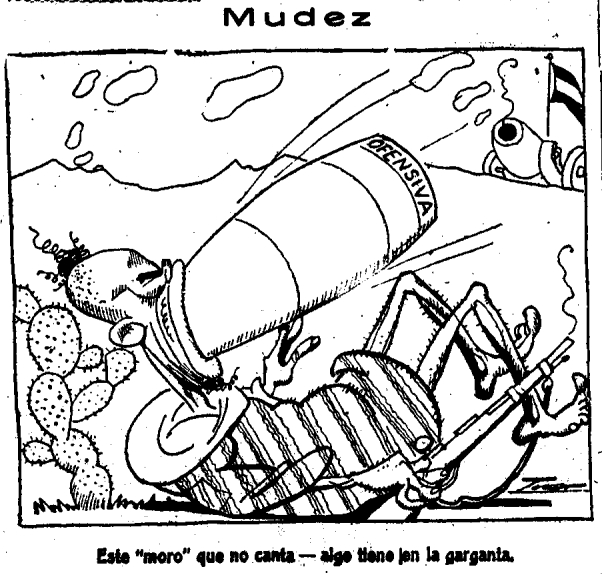
Caricatura aludiendo a la guerra del Rif, posterior al desastre de Annual (La Voz, 23 de septiembre de 1921).

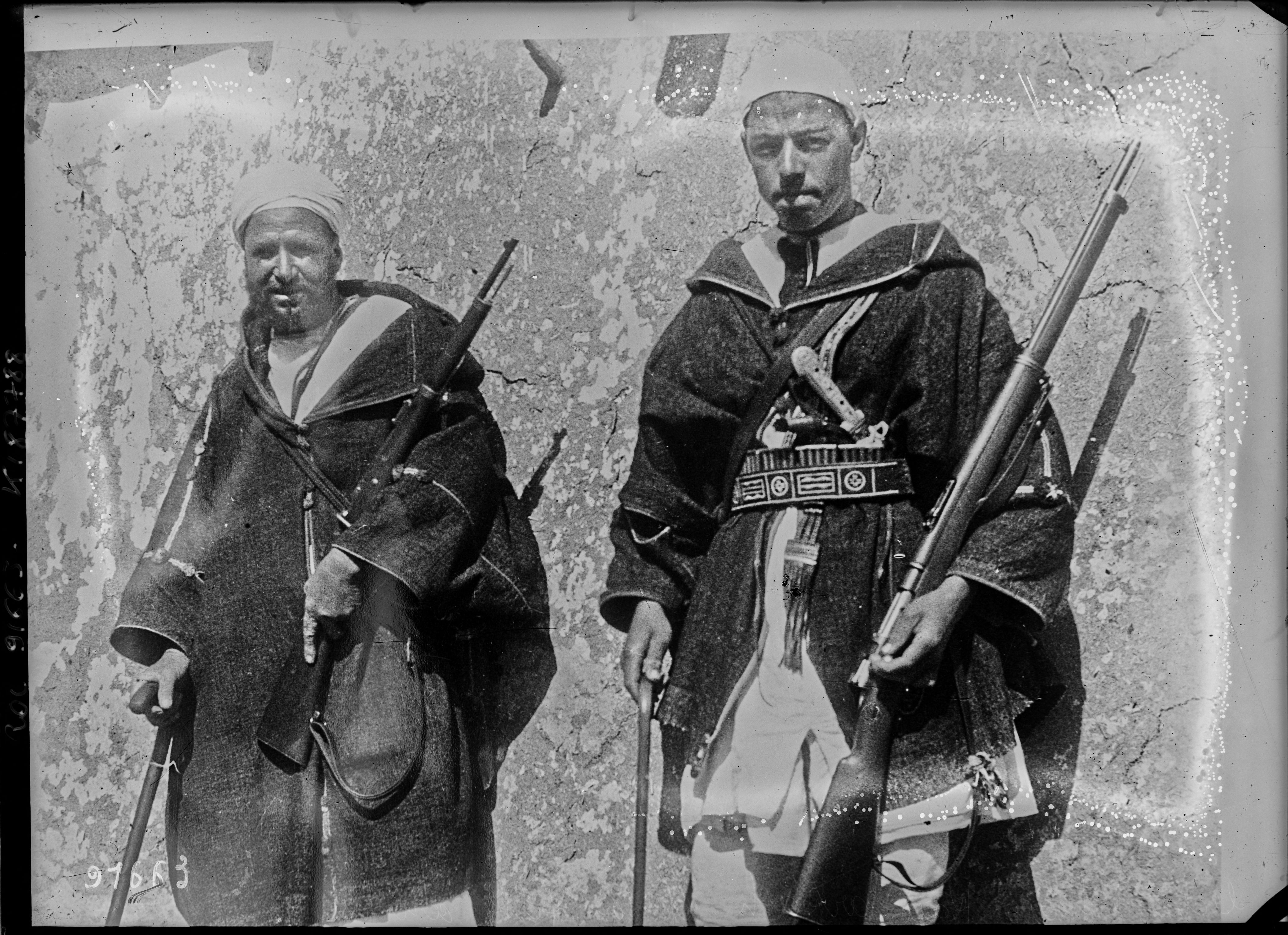
El jefe rifeño Kaid Sarkash y su hijo en 1924 portando un fusil Berthier y un Mauser Modelo 1893 capturados a los españoles.

El Ejército español intenta controlar el territorio mediante la construcción de pequeños fuertes o blocaos, generalmente construidos en lugares elevados y distantes unos 30 km entre sí. Los blocaos, sin embargo, rara vez tienen agua, lo que obliga a los soldados a ir a buscarla a diario haciendo recorridos que en ocasiones son de varios kilómetros a lomos de mulas. Se convierten entonces en blanco fácil de los francotiradores o pacos. De este modo, un ejército descentralizado, escaso y mal armado como el rifeño (que no cuenta con apenas artillería y no posee aviones ni barcos) consigue poner en jaque y prácticamente derrotar a un ejército convencional y mucho más numeroso como el español. Los rifeños tienen a su favor el hecho de combatir en su propia casa, el conocimiento del terreno y la motivación. Su enemigo es, sin embargo, un ejército desmotivado, desorganizado y corrupto, formado por soldados de reemplazo asustados y deseosos de volver a sus casas. La guerra, de hecho, propiciará la creación de un cuerpo militar más organizado y combativo: la Legión Española, creada a imagen y semejanza de la Legión Extranjera Francesa, cuyos jefes son José Millán-Astray y Francisco Franco. La organización del ejército rifeño, por otro lado, será considerada una de las fuentes de la teoría de la guerra de guerrillas y revisada y recuperada en distintos conflictos a lo largo del siglo XX.
Al gobierno de Allendesalazar le remplaza un gobierno presidido por Antonio Maura, que intenta por todos los medios recuperar el terreno perdido. Se envía entonces gran cantidad de tropa y nuevo armamento, incluyendo los primeros tanques de la historia del ejército español, los modelos Renault FT-17 y Schneider CA1 comprados a Francia, así como gran cantidad de aviación y el Portahidroaviones Dédalo, el primero de ese tipo en España.
Desde mediados de septiembre de 1921 hasta el 11 de enero de 1922 se recuperó la línea de Dar Drius, sobre el río Kert. Nador, Zeluán y Monte Arruit fueron reconquistados, y los soldados contemplaron horrorizados los cadáveres aún insepultos de las víctimas del desastre. Tras la caída de Maura en marzo, y sobre todo la dimisión del comisario Berenguer en julio, las operaciones militares se estancaron de nuevo. No obstante, el nuevo comisario Ricardo Burguete consiguió llegar a un acuerdo con el Raisuni en septiembre, pacificando de esa forma, al menos temporalmente, la zona occidental del protectorado.
El 13 de septiembre de 1923, el capitán general Miguel Primo de Rivera se rebela contra su comando y contra el gobierno, contando con el respaldo del rey. La dictadura que implantó tenía como uno de sus principales objetivos acabar con la guerra en África. En el Ejército se temía que adoptara la posición abandonista que le había caracterizado antes del golpe. Tras varias discusiones con los jefes militares de la zona, se reanudó nuevamente la lucha en la zona occidental tras la rebelión del rifeño Ahmed el Heriro, antiguo lugarteniente del Raisuni pasado al bando de Abd el Krim, finalmente se concluyó que se evacuaría sólo la zona occidental, manteniendo las posiciones en la zona oriental. Los preparativos de la evacuación se llevarían a cabo durante el verano de 1924, y finalmente entre noviembre y diciembre se efectuaría la evacuación de Chauen, ciudad sagrada para los rifeños. La evacuación se iniciaría de forma correcta, pero tras un temporal desfavorable y el continuo ataque de los rifeños, se convertiría en desbandada produciéndose un nuevo desastre con más de dos mil muertos.[cita requerida] Por el heroico comportamiento del Sargento de Ingenieros Don José García Marco en el combate librado el día 10 de diciembre de 1924, durante el repliegue general de la línea de Xauen en la retirada de la columna de la posición del Zoco-el-Arbaá a la de Taranes, le sería concedida la Cruz Laureada de la Orden Militar de San Fernando.
Tras el desastre español, El Raisuni, que decidió no ser evacuado junto a los españoles y permanecer en sus dominios, sería atacado y capturado en febrero de 1925 por Abd el Krim, muriendo prisionero de este dos meses después.[cita requerida] Abd el-Krim, por su parte, se proclamó sultán de Marruecos, pero no fue reconocido por los jeques de la zona francesa. 

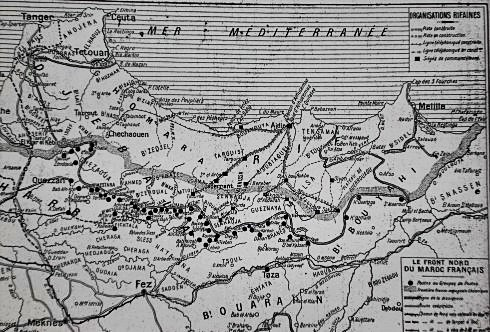
Posiciones defensivas francesas la frontera norte del Marruecos francés para defensa de Fez frente a Abdelkrim

### Intervención francesa
La fuerza rifeña sirvió de acicate, además, a los ánimos levantiscos en Yebala, de modo que en diciembre de 1924, tras la retirada de Xauen, España sólo controlaba de modo efectivo una estrecha faja costera en torno a las ciudades de Ceuta, Larache, Alcazarquivir y Arcila, protegidas por una línea fortificada, conocida como la Línea Estella, que impedía los ataques de los rebeldes. En Melilla, la zona española era más amplia y comprendía la línea reconquistada entre agosto de 1921 y enero de 1922. A partir de este momento, en la zona oriental no hubo enfrentamientos de importancia, más allá de emboscadas protagonizadas por tropas irregulares españolas como las que llevó a cabo la llamada Jarca de Varela, conjunto de tropas indígenas irregulares organizadas por el general Varela.
Desde mediados de 1924, Francia intervino en el conflicto, ocupando militarmente la parte norte de su zona e instalando puestos avanzados a lo largo de la frontera con la zona española. La pérdida de la que era una independencia de facto, determinó que las tribus afectadas pidieran ayuda a las tropas rifeñas, que lanzaron una feroz ofensiva con el objetivo de tomar Fez en la primavera de 1925. Así tuvo lugar la conocida como batalla de Uarga, en la que en dos meses de ofensiva los rifeños asestaron un duro golpe al ejército francés en la zona comandado por el general Hubert Lyautey, tomando 48 posiciones de las 66 que tenían, así como más de 2000 bajas, a pesar de la superioridad numérica y de armamento del ejército francés. Aparte de militarmente, el ataque rifeño supuso también un duro golpe político, pues el recién nombrado presidente Paul Painlevé llegó al poder dentro de una grave crisis económica con el deber de mejorar las finanzas francesas reduciendo gastos como el militar, por lo que el ataque rifeño (además de la posterior Gran Revuelta Siria) supuso un durísimo golpe al gobierno. Ante las graves circunstancias, el gobierno francés comprendió que lo mejor era llegar a un acuerdo con el gobierno español para hacer frente de forma organizada al enemigo común. Se envió a la zona de combate un gran ejército dirigido por el general Philippe Pétain, el cual llevó a cabo una reunión con el presidente español Miguel Primo de Rivera en Tetuán en julio y otra en Algeciras en agosto y deciden llevar a cabo un ataque combinado.

### Desembarco de Alhucemas

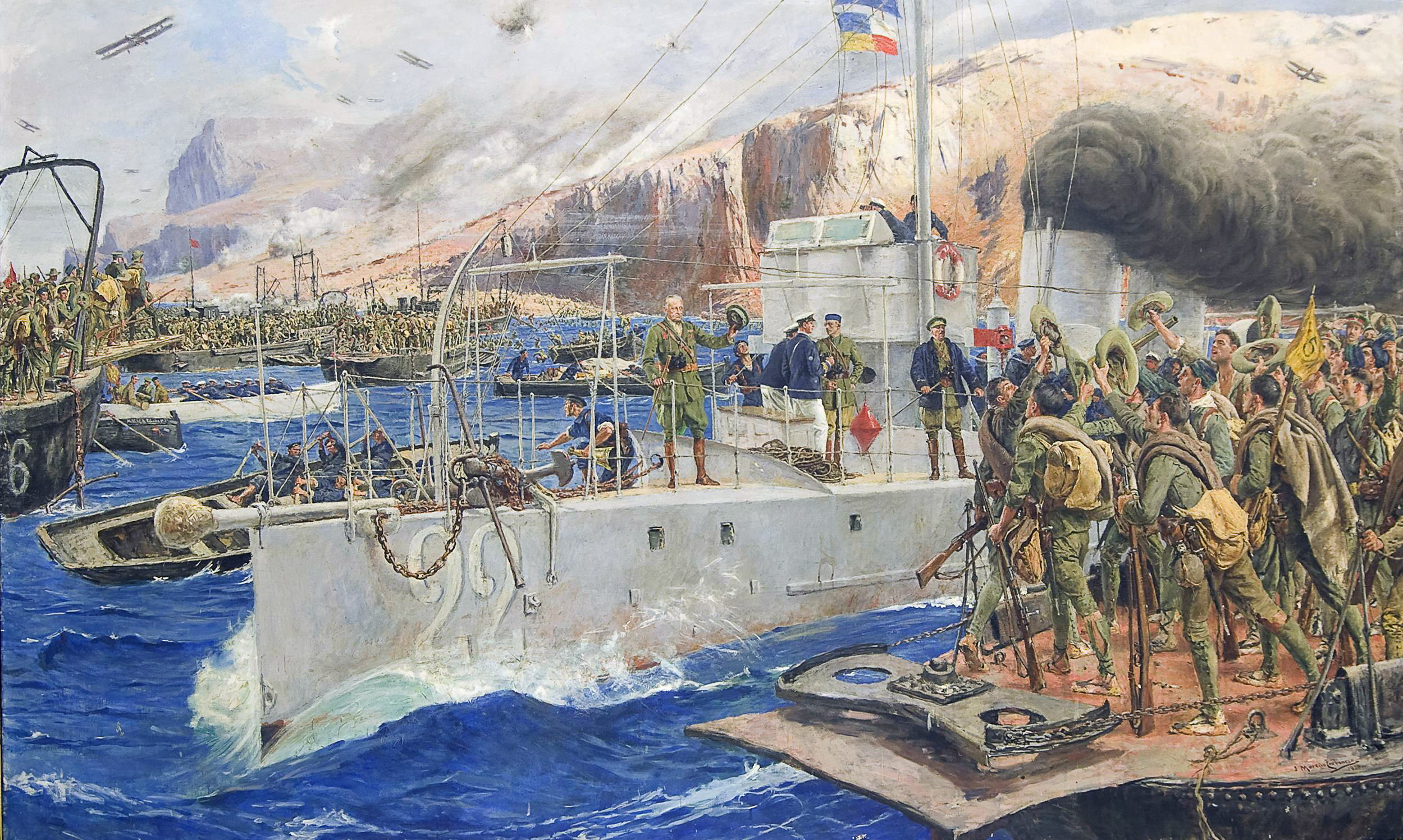
El desembarco de Alhucemas, por José Moreno Carbonero, donde las tropas españolas celebran la victoria (véase a Primo de Rivera saludando a bordo del navío n.º 22).

El desembarco de Alhucemas fue un desembarco militar llevado a cabo el 8 de septiembre de 1925 en Alhucemas por el Ejército y la Armada española y, en menor medida, un contingente aliado francés, que propiciaría la definitiva victoria aliada, y el fin de la guerra del Rif.
La operación consistió en el desembarco de un contingente de 13 000 soldados españoles transportados desde Ceuta y Melilla por la armada combinada hispano-francesa. La operación tuvo como comandante en jefe al entonces "Director Militar" de España, general Miguel Primo de Rivera, y como jefe ejecutivo de las fuerzas de desembarco en las playas de la bahía de Alhucemas al general José Sanjurjo, a cuyas órdenes estaban las columnas de los generales jefes de las brigadas de Ceuta y Melilla, Leopoldo Saro Marín y Emilio Fernández Pérez, respectivamente. Entre los jefes participantes en la acción se encontraba el entonces coronel Francisco Franco, quien por su actuación al frente de las tropas de la Legión fue ascendido a general de brigada. 
Abd el-Krim pensaba que el ejército español no era capaz de atacar en Alhucemas a la vez que se estaba defendiendo en Tetuan, por lo que anticipándose al desembarco que preveía, lanzó el día 3 un ataque sobre las posiciones que defendían Tetuán, sitiando Kudia Tahar. El ataque a la zona occidental no modificó los planes de Miguel Primo de Rivera, por lo que el desembarco se realizó el día 8 de septiembre, siendo un éxito inicial y ocupando las playas de Ixdain y Cebadilla, atrincherándose en ellas y resistiendo los duros contragolpes rifeños mientras se descargaban los suministros. Una vez realizado el primer desembarco, tocaba atender la zona occidental, donde los defensores de Kudia Tahar llevaban varios días sitiados, por lo que hubo que retirar fuerzas de Alhucemas para rescatar la posición, ya que de lo contrario Tetuan estaba en grave riesgo. El rescate a la posición sitiada se llevó a cabo el día 13 de septiembre, y entonces ya se pudieron concentrar nuevamente las fuerzas en Alhucemas. Poder llevar a cabo el rescate de Kudia Tahar manteniendo a la vez las posiciones en las playas de Alhucemas fue un gran éxito del ejército español con el que Abd el-Krim no contaba.
El ejército francés por su parte, en coordinación con el español, inició su ofensiva el día 10 de septiembre desde el Sur, al mando del general Philippe Pétain, recuperando rápidamente las posiciones perdidas por la ofensiva rifeña del Uarga, obligando a Abd el-Krim a dividir sus fuerzas para hacer frente a la doble ofensiva.
La operación en Alhucemas se mantuvo estancada durante 2 semanas debido a los ataques rifeños, la complicada logística y el desvío de fuerzas para la zona occidental, pero el día 22 se reanudó la ofensiva desde las playas en dirección a Axdir. Los rifeños no pudieron hacer frente a la doble ofensiva española y francesa y sus posiciones fueron cayendo una tras otra, hasta que finalmente el día 2 de octubre la posición de Axdir fue ocupada por el ejército español, viéndose obligado Abd el-Krim a huir a nuevas posiciones al sur. La ciudad de Axdir, capital de la República del Rif, fue brutalmente saqueada e incendiada por el ejército español. En el lugar de la antigua capital rifeña, los españoles fundaron una nueva ciudad llamada Villa Sanjurjo (Hoy Alhucemas) en honor al general José Sanjurjo, general que pasó a ser el nuevo alto comisario de Marruecos tras el regreso de Miguel Primo de Rivera a la península.
El general estadounidense Dwight Eisenhower años después estudió a fondo la táctica empleada por los españoles en Alhucemas para trazar el plan del desembarco de Normandía. Se le considera el primer desembarco aeronaval de la historia mundial. Radio Televisión Española realizó, hacia 1980, un valioso film documental sobre esta importante acción bélica.

### Últimas operaciones
Tras la grave derrota de Abd el-Krim en Axdir, éste se vio obligado a retirarse a la posición de Targuist, más al sur, donde se atrincheró a la espera de los españoles. Mientras tanto, españoles y franceses negociaban sobre cómo poner fin totalmente a la rebelión rifeña, mientras reorganizaban los territorios recuperados. En abril de 1926 se llevaron a cabo negociaciones con Abd el-Krim, pero estas no prosperaron debido a las altas exigencias de los españoles y franceses, que prácticamente exigían la rendición total.
A la ruptura de las negociaciones siguió la ofensiva combinada de los ejércitos españoles y franceses. A pesar de la gran superioridad numérica, el avance no fue fácil, debido en parte a las buenas fortificaciones de la posición, diseñadas por el mercenario alemán al servicio de Abd el-Krim Joseph Klems. Finalmente los rebeldes fueron totalmente derrotados el día 26 de mayo, mientras Abd el-Krim, temiendo la ira de los españoles, escapó de la posición y se entregó a los soldados franceses.
La derrota de Abd el-Krim supuso el fin de la guerra para Francia, pero no aún para España, ya que aún quedaban algunos líderes rifeños, antiguos subordinados de Abd el-Krim como El Heriro, que finalmente sería abatido en combate en noviembre de 1926. El día 8 de julio de 1927, tras la rendición del último de los líderes rifeños, el general José Sanjurjo, Alto comisario de Marruecos, dio un comunicado oficial dando por terminada la guerra.

### Uso de armas químicas
Durante la guerra del Rif, las fuerzas combinadas franco-españolas arrojaron bombas de gas mostaza contra la población civil y las fuerzas de la República del Rif.

## Consecuencias

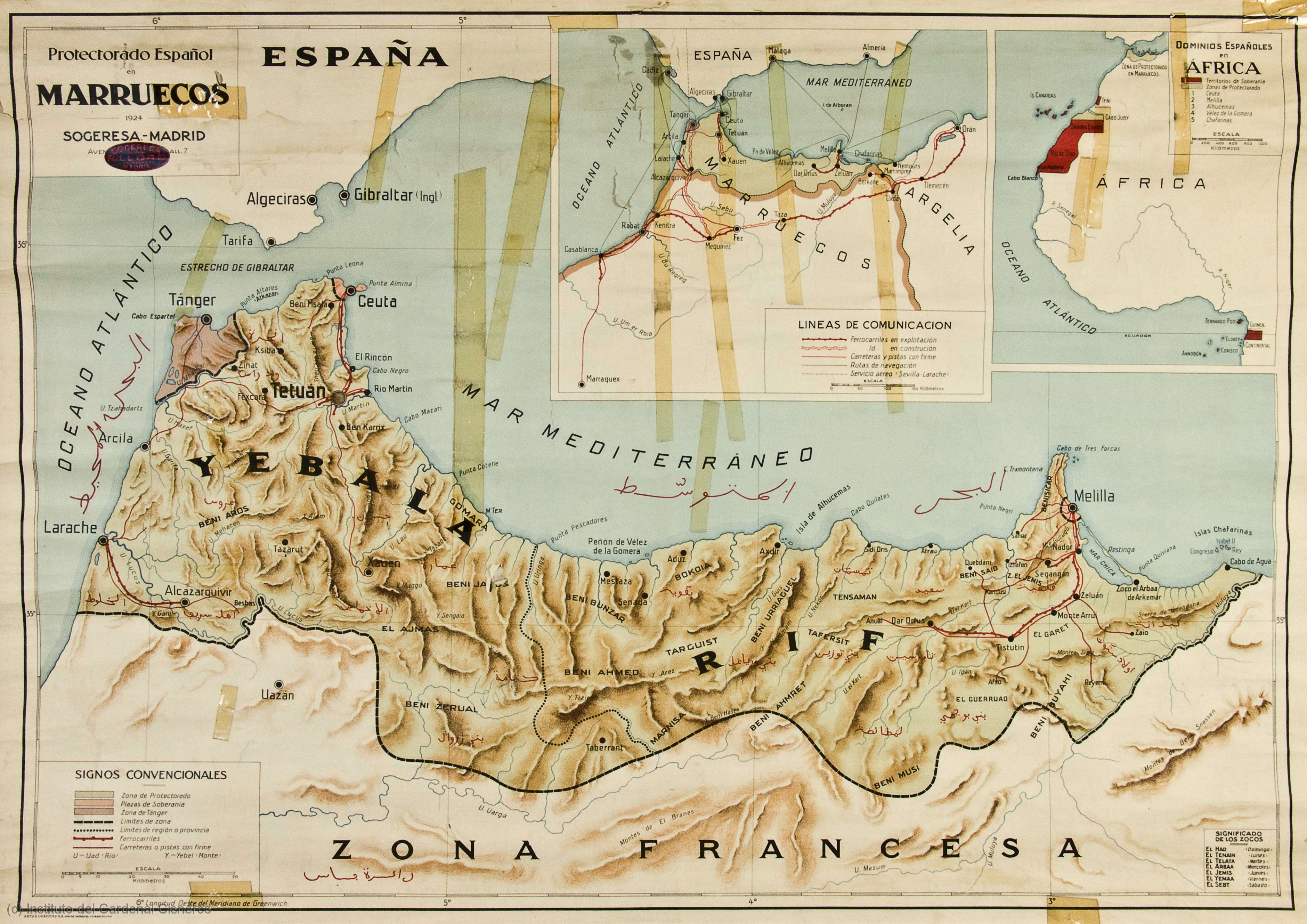
Mapa de 1924 del Protectorado Español en Marruecos y otros territorios españoles en África.

La guerra de Marruecos fue en general mal vista y provocó importantes conflictos en la sociedad española del momento. Era del dominio público la pobreza del Rif y muchos no comprendían la pertinencia de una guerra tan sangrienta y onerosa solo por una cuestión de principios. Sin embargo, los jóvenes pudientes y de las clases medias, solían librarse del servicio militar. Inicialmente esto se hacía como en el siglo XIX pagando a alguien para que fuera en su lugar o mediante redención a cambio de una cantidad económica. Este sistema se sustituyó en 1912 mediante el sistema de "cuota", que permitía hacer un servicio militar reducido y en el regimiento de su elección a cambio de un pago de dinero. Esto reforzaba la idea, cierta al fin y al cabo, de que los "hijos de los pobres" eran enviados a morir a Marruecos. Hubo hijos de la nobleza y alta burguesía que como oficiales de complemento participaron en la guerra.

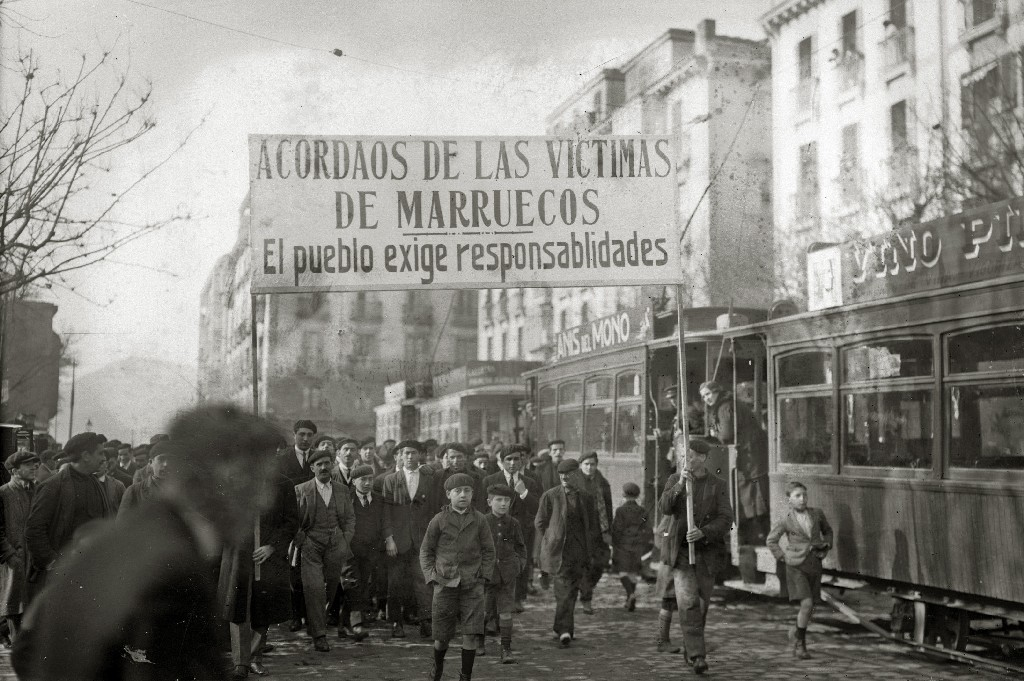
Manifestación a favor de las víctimas de Marruecos y por la exigencia de responsabilidades por las calles de San Sebastián, 1922

El desastre de Annual tuvo también importantes consecuencias. El ministro de la Guerra ordenó la creación de una comisión de investigación, dirigida por el general laureado Juan Picasso, que elaboró el informe conocido como Expediente Picasso, en el que, si bien se señalaban múltiples errores militares, debido a la acción obstructiva de algunos ministros y jueces no se llegó al fondo de las responsabilidades políticas e incluso del propio rey, que según algunos había animado la penetración irresponsable del general Silvestre hasta puntos alejados de Melilla sin contar con una defensa adecuada en la retaguardia. Antes de que el informe Picasso se debatiera en las Cortes, el general Miguel Primo de Rivera dio un golpe de Estado el 13 de septiembre de 1923 iniciándose una dictadura. La cifra total de muertos en la campaña de 1921-1927, la más cruenta de todas las fases de la guerra, se estima en un número aproximado de 20.000 a 30.000 españoles muertos, aunque no hay una cifra esclarecida. 
No obstante, esta crisis fue una más de las muchas que socavaron los cimientos de la monarquía de Alfonso XIII y que a la vuelta de una década habría de provocar su caída.